# Leptonema boliviense
Leptonema boliviense är en nattsländeart som beskrevs av Martin E. Mosely 1933. Leptonema boliviense ingår i släktet Leptonema och familjen ryssjenattsländor. Utöver nominatformen finns också underarten L. b. plumosum.